# 비비타르

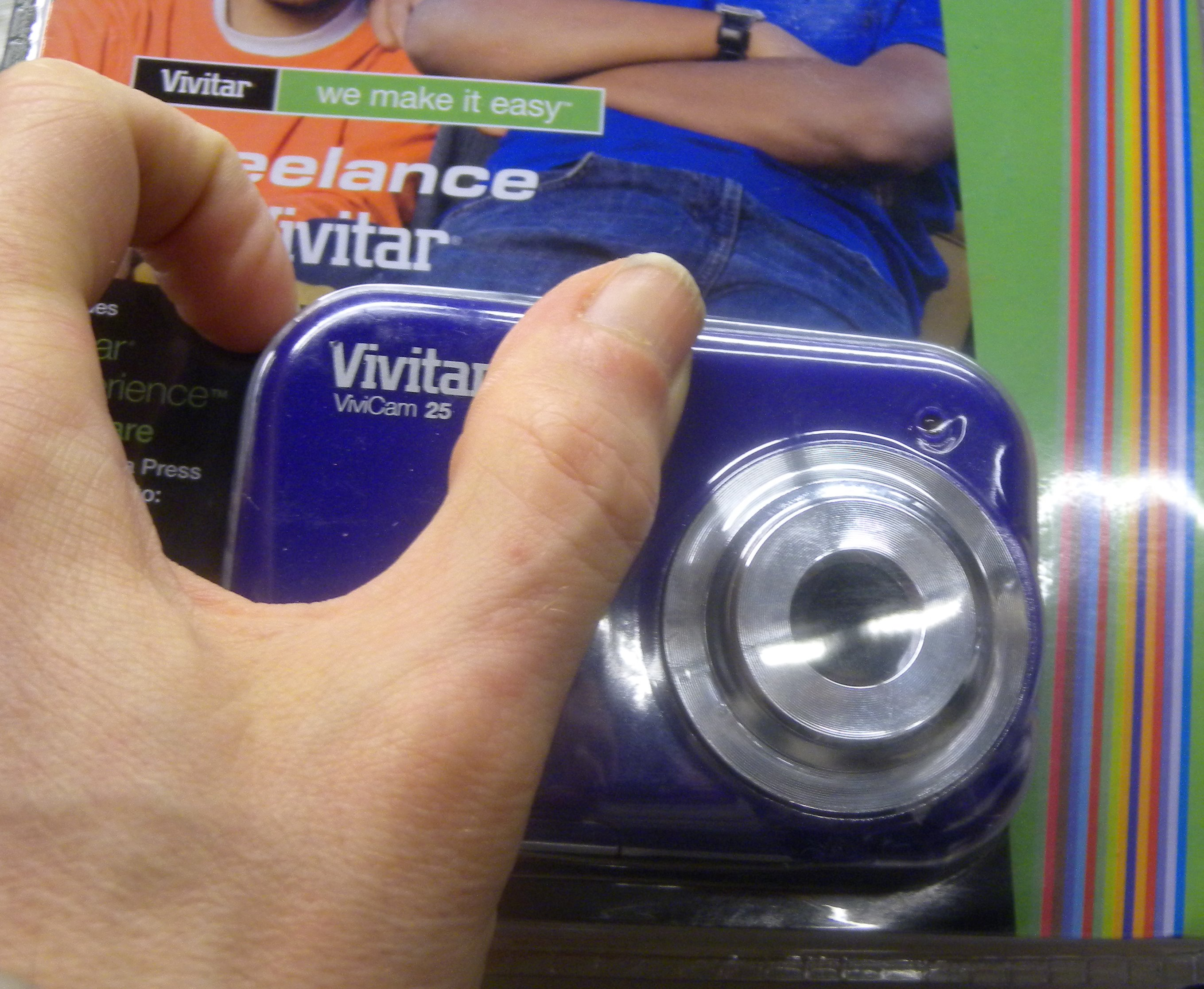
2011년 저가의 비비타르 디지털 카메라

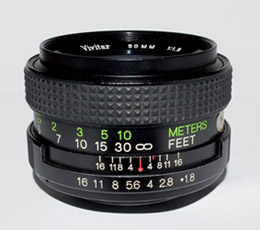
비비타르 50mm f/1.8

비비타르 코퍼레이션(Vivitar Corporation)은 캘리포니아주 옥스나드에 본사를 둔 사진기 및 광학장비를 제조, 배급 및 판매하는 회사다. 2008년부터 비비타르라는 이름은 사카르 인터내셔널의 브랜드로 카메라 및 광학장비 등에 사용된다.